# Luciano Buonfiglio
Luciano Buonfiglio (Napoli, 15 novembre 1950) è un ex canoista e dirigente sportivo italiano, presidente del CONI dal 26 giugno 2025.

## Biografia
Nato a Napoli nel quartiere di Posillipo si è poi trasferito a Milano con la famiglia all'età di 15 anni, dove si avvicina alla pratica della canoa riuscendo ad ottenere l'ingresso nel Gruppo Sportivo Fiamme Oro.
Ha collezionato 36 presenze nella Nazionale di canoa dell'Italia, partecipando a cinque campionati del mondo e ai Giochi olimpici di Montreal 1976 nel K‑4 1000 m, fermandosi nei ripescaggi. Si è poi ritirato dall'attività agonistica nel 1980.
Lasciato lo sport agonistico si è laureato in giurisprudenza e ha cominciato a lavorare nel settore assicurativo fino a diventare manager nel Gruppo Allianz; ha diretto la Banca Popolare di Bari dal 2004 al 2012.
In seguito ha iniziato la carriera di dirigente sportivo all'interno della Federazione Italiana Canoa Kayak dove ha ricoperto il ruolo di presidente a partire dal 2005 per sei mandati consecutivi. Dal 2009 ha ruolo dirigenziale nella Federazione Internazionale Canoa per cui ha ricoperto anche il ruolo di tesoriere. Successivamente è entrato come membro del Consiglio Nazionale del Coni e ha svolto il ruolo di vicepresidente durante il primo mandato di Giovanni Malagò dal 2013 al 2018. Il 26 giugno 2025 è stato nominato presidente del CONI.